# Красная горбатовская (порода коров)
Кра́сная горба́товская — российская порода крупного рогатого скота молочно-мясного направления.

## История выведения и разведение породы
Выведена в конце XIX — начале XX века в селе Богородское Горбатовского уезда Нижегородской губернии (ныне — Богородский район Нижегородской области). Местный приокский великорусский скот скрещивали с тирольским из стада в усадьбе Шереметевых-Рукавишниковых в Лазарево. В последующем длительное время разводили помеси «в себе». Отбор шёл по масти: оставляли животных красного цвета.
Распространилась в районах нижнего течения реки Ока. Порода утверждена в 1926 году.
Скот красной горбатовской породы разводят в Нижегородской, Ивановской, Владимирской областях, в Мордовии, Чувашии. Для совершенствования используют быков англерской и красной датской породы. На 1 января 1969 года в СССР насчитывалось 429,2 тысячи голов скота красной горбатовской породы. На 1 января 1985 года на государственных предприятиях имелось свыше 150 тысяч голов скота красной горбатовской породы.
С 1990-х годах является исчезающей породой (на молочных предприятиях заменяется чёрно-пёстрой и голштино-фризской). В настоящее время удельный вес красной горбатовской породы в Нижегородской области составляет 4,7 % (в 1964 году 31,1 %). Для сохранения уникальной и малочисленной красной горбатовской породы необходима организация генофондного стада.
АО «Абабковское» Нижегородской области получило официальное подтверждение от Министерства сельского хозяйства Российской Федерации на право называться племенным заводом по красногорбатовской породе КРС. На 2021 год племенное дойное стадо насчитывает 680 голов.

## Характеристика
Животные крепкой конституции, костяк и мускулатура хорошо развиты. Скот имеет удлинённое туловище, низкие конечности, крестец слегка приподнят, костяк массивный и лёгкий. Коровы — красной масти с оттенками вишнёво-красного цвета, редко с белыми отметинами на голове, нижней части брюха, вымени и кисти хвоста. Высота в холке быков 127—130 см, коров 118—120 см. Косая длина туловища — 145—155 см. Голова короткая, рога белые, с тёмными концами. Грудь широкая (36-39 см) и глубокая (60-67 см), обхват груди 180—182 см.

## Продуктивность
Масса взрослых коров — 450—500 (до 650) кг; быков — 730—830 (до 900) кг. Скот хорошо откармливается. Вес телят при рождении — 23-29 кг, в возрасте 6 месяцев — 150—160 кг. Среднесуточный привес на откорме — до 1 кг. Убойный выход откормленных бычков — 62—65 %. Мясные качества хорошие. Молочная продуктивность — 3500-4000 кг. Жирность молока — 4,1-4,5 % (до 6 %), по жирности молоко занимает одно из первых мест среди российских пород. Содержание белка в молоке — 3,2—3,4 %. Удой коров-рекордисток — до 8000 кг и более. В 1975 году от коровы Ленты 8822 за 300 дней пятой лактации получено 10 218 кг молока жирностью 4,2 %. Скот красной горбатовской породы даёт прочные тяжеловесные шкуры (8—9 % от живой массы), являющиеся сырьём для кожевенной промышленности.
За 2020 год средний надой на одну фуражную корову в АО «Абабковское» составил 4500 кг.